# Лебедев, Герасим Степанович
Гера́сим Степа́нович Ле́бедев (1749, Ярославль — 15 [27] июля 1817, Санкт-Петербург) — русский индолог, лингвист, театральный деятель, переводчик, музыкант.
Прожил 12 лет в Индии, выступая как музыкант-исполнитель и преподавая музыку. Пионер индологии, первый русский индолог. Главными его трудами являются грамматика калькуттской разговорной формы языка хиндустани и труд об экономике, географии и культуре Индии. Открыл первую в Европе типографию, оборудованную станками с индийским (бенгальским) алфавитом. Известен и как пионер бенгальской драматургии — основатель первого в Индии национального драматического театра европейского образца.

## Биография
Биография Лебедева основывается прежде всего на его собственных сочинениях, письмах, автобиографических, дневниковых и других записях:85.

### Молодость и путешествие по Европе
Герасим Степанович Лебедев родился в 1749 году в Ярославле в семье священника Степана и его жены Прасковьи; Герасим был старшим сыном; у него было два брата — Афанасий и Трефил, и сестра Антонида:37-38:174:241—242. Вскоре отец, по воспоминаниям Герасима, чем-то утеснённый в Ярославле, переехал в Санкт-Петербург, где устроился певчим Придворной капеллы; Герасим воспитывался матерью и не получил систематического образования:37:3. Когда ему было 15 лет, он переехал к отцу; здесь Герасим по собственному желанию овладел грамотой и увлёкся чтением книг, особенно описывающих дальние страны; стал заниматься музыкой: пел в хоре, превосходно играл на виолончели; познакомился с одним из основателей русского театра — Фёдором Волковым:37-38:243:179-180.
В 1777 году Лебедев направился в Неаполь как музыкант русского посольства, возглавляемого графом А. К. Разумовским — большим любителем музыки, но посольство задержалось в Вене по причине войны Австрии с Пруссией. Герасим Степанович продолжил путешествовать по Европе самостоятельно, заручившись рекомендательными письмами А. К. Разумовского и русского посла в Вене князя Д. М. Голицына. Лебедев успешно выступал в крупных европейских городах (его игру упоминал Гайдн) и основательно изучил музыку, а также несколько языков:39-40.
Весной 1782 года Лебедев в местечке Этюпе был представлен цесаревичу Павлу Петровичу и его жене Марии Фёдоровне, путешествовавшим по Европе под именами графа и графини Северных, которые одобрили его намерение посетить Индию (в последние годы Лебедев говорит даже о повелении Павла отправиться в эту поездку). В качестве цели путешествия Герасим Степанович, первым из русских, указал изучение этой неизвестной страны (в том числе привлекавшей его как, по распространённому тогда мнению, прародина человечества) и её языков, самообразование, принесение посильной пользы Отечеству:91-93:40-41:350-351:2-3. В дальнейшем Лебедев пользовался поддержкой сопровождавших российского наследника князя А. Б. Куракина и протоиерея А. А. Самборского, а когда он оказался в Лондоне, по их рекомендации ему покровительствовал русский посланник С. Р. Воронцов, благодаря которому Лебедев получил разрешение на въезд в Индию:187-188:319. Есть предположения, что поездка в Индию была вызвана знакомством с просвещёнными масонами-вольнодумцами из окружения Павла, в частности, А. Б. Куракиным и С. И. Плещеевым, которых интересовала информация о «древней мудрости Востока», и что масонство и связанный с ним эзотерический гностицизм повлияли и на самого Лебедева:353:41-45:31.

### Жизнь в Индии
12 [23] февраля 1785 года Лебедев сел в английском городе Грейвсенд на корабль «Родни» под командованием капитана Вейкмена, после стоянки в Портсмуте судно 25 марта отправилось в Индию, 27 июля остановилось на 5 дней у острова Иоанны и 15 августа прибыло в Мадрас. Известность его как виртуоза виолончели  предшествовала самому Лебедеву — градоначальник Мадраса Уильям Сиденгэм предложил двухгодовой контракт на выступления за 200 фунтов в год, помимо которых музыкант получал ещё случайные, но ценные подарки. За эти два года, которые, по словам Лебедева, прошли приятно и гармонично, он изучил «мальбарский народный язык» (вероятно, это был тамили):94:42:164.
Но Герасима Лебедева влекла Бенгалия, в которой, согласно молве, было много места для деятельности «наиболее смелого рода предприимчивых людей», в число которых он включал и себя:164. Ему хотелось новых знаний (в частности, в Мадрасе не удавалось найти учителя священного для индийцев языка — санскрита, так как никто не хотел учить чужеземца), новых знакомств, наконец, «приличного состояния», которое там «быстро приобретают бесчисленные пришельцы почти из всех народов» — и вот в августе 1787 года Лебедев прибывает на шняве в Калькутту — столицу Бенгалии и всей Британской Индии, чтобы провести здесь около 10 лет:164. Поселился он в арендованном доме недалеко от шотландской церкви Святого Иоанна.
Известность его как артиста росла, и он стал получать уже тысячу фунтов в год:42. Среди щедрых любителей его музыки были градоначальник Александр Кид, жена государственного секретаря миссис Э. Хэй, провинциальный судья Буриша Криспа, полковник Христофор Грин, судья Верховного Суда Джон Хайд и другие, Лебедев был знаком и с известным индологом Уильямом Джонсом:165, 167. В своей музыке Герасим Лебедев совмещал европейское и индийское звучание («Бенаресская сюита», написанная после посещения города Варанаси (Бенарес), «Индийская серенада» и другие):251-252. До него никто не исполнял индийские мелодии на западных инструментах.
Но и в Калькутте хорошего учителя, способного объяснить санскритские буквы, найти удалось только спустя два года, в 1789 году, — это был бенгалец, школьный учитель Голокнатх Дас:165. Лебедев брал у него уроки языков, сопровождавшиеся ознакомлением с индийской космогонией, мифологией, литературой, арифметикой и астрономией, а взамен, помимо жалованья, обучал его европейской музыке:43. Затем у него появились и другие учителя; он самостоятельно знакомился также с письменными источниками, в том числе и переводными. Лебедеву лучше всего удалось изучить бенгали, достаточно хорошо овладеть калькуттской формой разговорного хиндустани, а также освоить большое количество санскритских слов в бенгальском произношении и основы грамматики санскрита:44. Для повышения эффективности обучения он делал много записей, упорядочивал новую информацию; полученными знаниями, подходами к обучению он желал делиться с другими, чтобы облегчить им ознакомление с Индией, но опубликовать что-либо в Калькутте ему как иностранцу было практически невозможно:102:176.

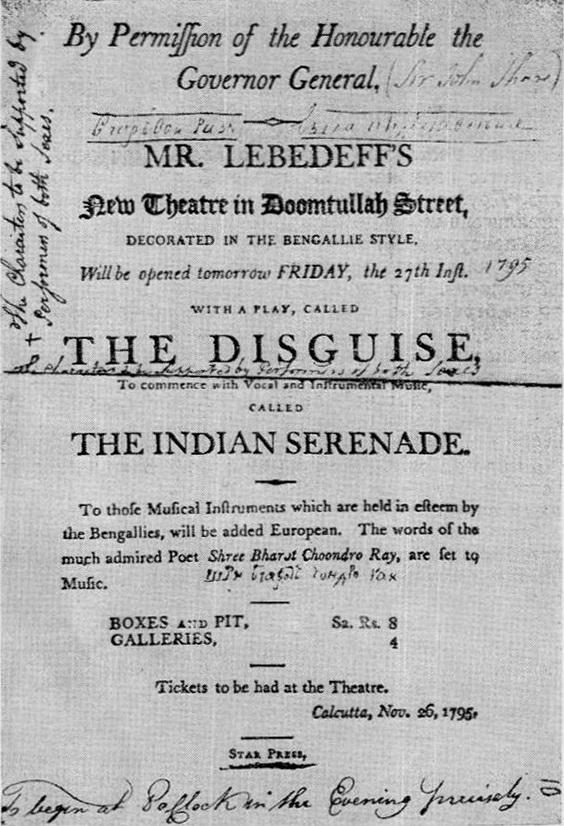
Афиша спектакля «Притворство»

В процессе обучения Герасим Лебедев сделал перевод с английского на бенгальский двух пьес — комедии «Притворство» малоизвестного драматурга Р. П. Джодрелла и некой «Любовь — лучший врач»:358-359. Причём в «Притворстве» была сделана адаптация под местные условия: перенос действия из Мадрида и Севильи в Калькутту и Лакнау, изменение имён героев, переделка в духе бенгальских шуточных спектаклей, разыгрываемых на базарах, введение традиционных бенгальских карикатурных фигур — стражей, бродячих музыкантов и фокусников, воров:320. Перевод с успехом прошёл рецензию мудрецов-пандитов, после чего Голокнатх Дас одобрил намерение Лебедева осуществить постановку, пообещав найти актёров. В XVIII веке драматическое искусство Индии было в упадке, пьесы стали писать не для постановки, а для чтения вслух; шли народные ярмарочные представления на сюжеты древнеиндийского эпоса, но лишь как повторение традиции. В Калькутте уже функционировали три драматических театра, принадлежавших Ост-Индской компании (Old Play House, New Play House [Calcutta Theater] и Chowringhee Theater), но в них ставились только английские пьесы и оперы на английском языке, играли в них англичане и для англичан. Знакомые предупреждали Лебедева о возможных негативных последствиях, а недоброжелатели высмеивали его планы, называя их донкихотскими, но он решил следовать своему замыслу. Лебедев создал музыкальное оформление, сочетав индийское пение и европейскую музыку, которую написал сам; включил индийские песни и танцы, стихи популярного бенгальского поэта Бхарата Чандра Рая:45.

По адресу улица Домтола, 25 (ныне Эзра, 37) было арендовано и перестроено помещение под театр (Компания отказала Лебедеву в использовании своего здания) с двухэтажным зрительным залом на 300—400 человек, сценой и театральными механизмами. Играли в театре туземные актёры и актрисы: 10 мужчин и 3 женщины (впервые в истории бенгальской сцены женщин играли актрисы), а также музыкальная труппа из 10 человек. Было получено разрешение на представления от генерал-губернатора Джона Шора. Ремонт и оформление театра начались 1 июня (сцена была выполнена в бенгальских традиционных цветах — красном и жёлтом:251). Лебедев использовал разнообразную рекламу: личностное обращение к потенциальным зрителям через газеты, распространение подписки на абонементы, отпечатанные типографским путём красочные афиши на бенгальском и английском языках:251. Открытие состоялось в пятницу 27 ноября 1795 года пьесой «Притворство», три акта которой были сокращены в один, так как опасались, что английским зрителям, плохо знающим бенгальский, будет скучно; но успех был велик: 
Позвал я моих друзей на пробу, которыя увидя до сего невидимое в Ынди одели чистосердечно все приятностию и во граде Калкуте весть разнесшуя распустилась во окрестных селениях и откличка в воздухе громко зашумела. Востала во градах забота, и желающим видеть новость прохождением пыль заставили облака затмевать, и я без откладу должен был назначить день [первого представления]. …Собрание [на нём] было столь многолюдно, что если бы театр мой был трижды больше, конечно, был бы наполнен.:169-170
 Так появился первый в Индии национальный драматический театр европейского образца. Удачно прошло и второе представление в понедельник 21 марта 1796 года — пьеса была показана уже полностью. На это представление было допущено всего 200 зрителей, а цена на билет повышена с 8 рупий до 1 золотого мохура (40 шиллингов):252. За два представления удалось покрыть половину издержек. Появились благоприятные отзывы в газетах:252. Генерал-губернатор разрешил ставить в театре пьесы различных жанров как на бенгальском, так и на английском языке:252. Окрылённый успехом, Лебедев решил расширять театр: было нанято несколько европейских актрис:167, построена пристройка к зданию:170, появились планы постановки оперы «Дезертир» Монсиньи:253.

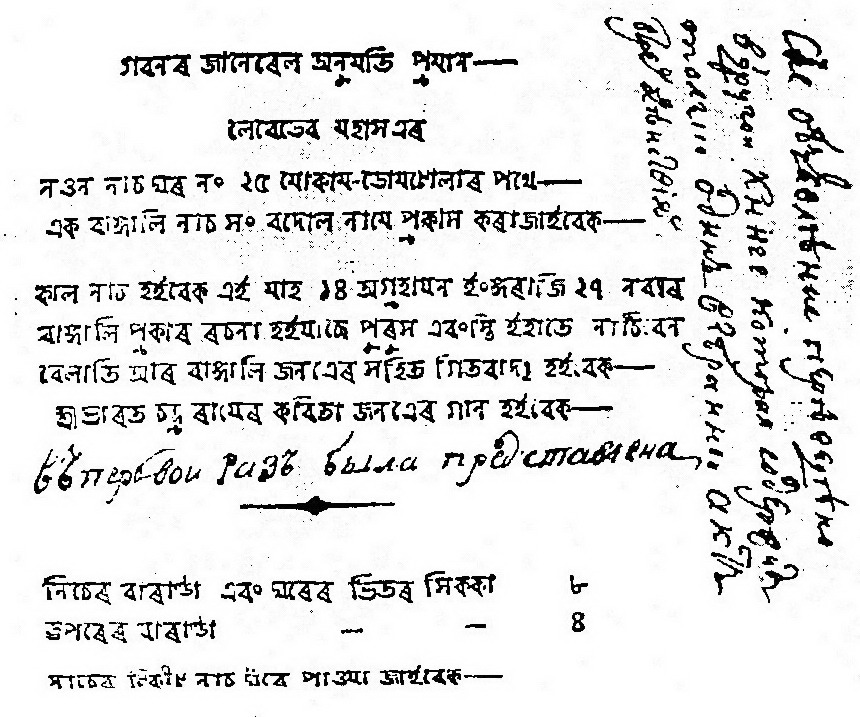
Афиша на бенгальском языке о первом спектакле Герасима Лебедева с его рукописными пометками

Но третьему театральному представлению, запланированному на весну-лето 1797 года, на которое Лебедев приглашал только азиатских жителей Калькутты, осуществиться не удалось:184. Популярность бенгальского театра вызвала обеспокоенность не только конкурентов, но и британских колониальных властей, опасавшихся пробуждения у местного населения национального самосознания:252—253. Судья Верховного суда Джон Хайд неудачно пытался найти подлог в тексте переводов пьес. Лебедева расхваливали в газетах, вынуждая давать обеды и ужины. Подосланный декоратор Джозеф Баттл, войдя в доверие к Лебедеву, уговорил сделать его равноправным компаньоном, «заплатив» за долю в деле векселем, будучи при этом должен кому-то 10 тысяч рупий — это могло привести к конфискации театра; под видом улучшения он портил декорации, подменил ряд работников на своих сообщников, растрачивал деньги:170-171. Переманенные театрами Компании актрисы, получив аванс, покидали Лебедева. Как-то раз театр чуть было не сгорел, якобы из-за неосторожности. Не хотели расплачиваться полковник А. Кид, сына которого Лебедев обучал музыке более 5 лет, и сборщик налогов Ф. Гладвин, в доме которого он участвовал в концертах — они были должны соответственно 4755 и 1800 рупий:254.
Лебедев пытался обратиться в суд и добиться выполнения договоров или компенсации, но адвокаты не решались под разными предлогами браться за его дело. На него самого безосновательно подали денежные иски столяр, садовник, повар и владелец арендованного под театр дома, 6 апреля Лебедев был даже арестован, но в тот же день оправдан. Письма в Лондон к С. Р. Воронцову и протоиерею Я. И. Смирнову с просьбой прислать 2 корабля с документами на провоз для выгодной закупки индийских товаров с целью продажи их в России остались без ответа, посчитанные авантюристическими, хотя это мероприятие вполне могло быть успешным, учитывая близкие отношения Лебедева с индийцами и знание им рынка. Всё это привело к закрытию театра в начале мая и продаже оборудования на аукционе за цену, гораздо более низкую, чем затраты на строительство:50-51. К октябрю Лебедев остался практически без средств к существованию:176-179, 192. Ухудшилось и здоровье:52.
23 ноября Герасим Лебедев подал генерал-губернатору Дж. Шору ходатайство о разрешении ему вернуться в Европу, которое было удовлетворено уже через два дня, ему было выделено место на корабле Ост-Индской кампании «Лорд Тёрлоу» (англ. Lord Thurlow) под командованием капитана В. Томсона:192-194. Перед самым отъездом он встретился в Калькутте с И. Ф. Крузенштерном, проходившим практику волонтёром на английском флоте:52. 10 декабря 1797 года Герасим Лебедев покинул Индию; при нём была лишь сумка с личными вещами общей ценностью в 271 рупию, виолончель, небольшие подарки друзьям и знакомым, а также небольшая коллекция индийских рукописей:193-193.

### Обратный путь и служба в России
В Кейптауне 8 февраля 1798 года Лебедев сошёл на сушу и подал жалобу губернатору на дурное с ним обращение, но разбирательство окончилось для него безрезультатно. Встретившийся ему здесь мореплаватель Ю. Ф. Лисянский описал его как нищего и подавленного. Чтобы заработать на дорогу до Лондона, пришлось дать 5 концертов, один из которых посетил губернатор Дж. Макартни:256-257. Однако и здесь Лебедев изучал язык и нравы местного населения, а также собирал коллекцию раковин. 4 ноября 1798 года он отплыл из Кейптауна на корабле «Принц Вильям Генри»; 3 декабря он дал виолончельный концерт на острове Святой Елены и 4 февраля 1799 года прибыл в Лондон:257-258.
Отсюда он обратился через С. Р. Воронцова к императору Павлу I и получил уверение в издании его трудов на казённый счёт, но результата не последовало в связи с доносом на Лебедева Я. И. Смирнова о дружбе его с кружком русских якобинцев и несвоевременного ходатайства о награждении англичанина Д. Уайта за спасение русского судна, а также временной опалой Воронцова. В 1801 году Лебедев собственными силами публикует на английском языке «Грамматику чистых и смешанных восточноиндийских диалектов…»; это была одна из первых 8—10 грамматик этого языка, написанных европейцем:53-54:40.
Герасим Лебедев вернулся на Родину в 1801 году. 24 октября он в прошении на имя императора Александра I просил издать на казённый счёт свои труды и переводы привезённых им индийских рукописей. Президент Академии наук А. Л. Николаи заметил, что для этого необходима постройка типографии со специальными шрифтами. Петербургские власти решили построить её. 2 декабря Лебедев составил смету, из которой выходило, что на его планы требуется 15,5 тысяч рублей: он планировал вырезать 172 санскритские «азбучные и цыфирные буквы»; напечатать бенгало-хиндустано-русский словарь на 48 листах; грамматику на бенгали, хиндустани, английском и русском на 73 листах; брамгенскую хронологию на хиндустани, английском и русском на 24 листах; сделанные в Индии переводы двух комедий (на бенгальском, английском и русском) на 50 листах и поэмы (на бенгальском и русском) Бхарата Чандра Рая на 48 листах; автобиографию («Сочинителева жизнь и путешествие») на 96 листах. В январе 1802 года Герасим Степанович отправил второе прошение, в котором была указана необходимая сумма в 10 тысяч рублей и просьба о присуждении звания профессора восточных языков с начислением соответствующего жалованья, необходимого для спокойной работы. 29 января 1802 года вышел указ Александра I о присуждении звания и зачислении в Академию наук с жалованьем в 1800 рублей в год. Президент Академии наук Николаи на это заявил, что Академия может это сделать только по высочайшему повелению, ибо для обычной процедуры требуются люди, которые бы оценили знания Лебедева, а их нет, к тому же звания профессора восточных языков в Академии вовсе не предусмотрено, да и жалованье непомерно высокое. Александр I «высочайшего повеления» делать не стал, а вместо этого 4 февраля 1802 года определил Лебедева на службу в Азиатский департамент Министерства иностранных дел с чином коллежского асессора на должность переводчика. На этой должности Герасим Степанович проработал весь остаток жизни, почти не выезжая из Петербурга. Ему приходилось делать много переводов с европейских языков, в основном с английского. В 1811 году Лебедев получил чин надворного советника, а 1 января 1817 года — орден Святого Владимира 4-й степени:57-62:322-324.

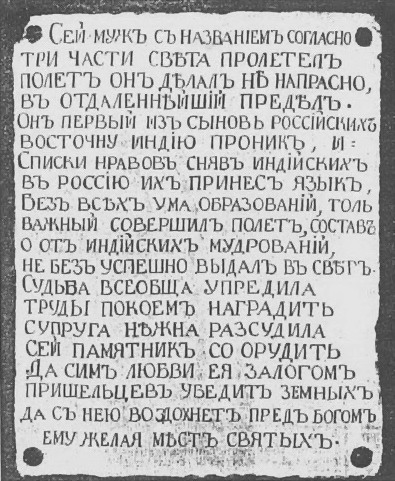
Мраморная плита с эпитафией с могилы Лебедева

10 тысяч рублей на создании типографии были выделены, и в 1804 году Герасим Лебедев открыл её в собственном деревянном доме на Богадельной улице (ныне Орловская) около берега Невы, оборудовал станками с бенгальским наборным шрифтом, и уже на следующий год напечатал с его помощью книгу — индийским письмом это было сделано впервые в Европе:59. Первой здесь была издана брошюра с бенгальскими стихами в оригинале и переводе Лебедева:193. В 1805 году Герасим Степанович опубликовал труд по экономике, географии и культуре Индии — «Беспристрастное созерцание систем восточной Индии брагменов священных обрядов и народных обычаев», есть указания, что она была напечатана также на немецком и французском языках:60. Вскоре поступило предложение из Страсбурга печатать на санскрите и новоиндийских языках переводы классиков разных народов, но Лебедев был вынужден отказаться, так как был очень загружен по службе:60. За последующие же годы ничего напечатано не было, хотя Лебедев и продолжал работать над черновиками. В письме к Александру I в 1816 году он объяснял это ухудшением зрения, слабым здоровьем и недостатком средств, едва достаточных для пропитания — такое затруднительное финансовое положение объяснялось оборудованием типографии:70:2-3.
15 (27) июля 1817 года Герасим Лебедев скончался в своём печатном доме после тяжёлой болезни и был похоронен на Георгиевском кладбище на Большой Охте в Санкт-Петербурге. Его могила не сохранилась; плита с эпитафией от жены, Анастасии Яковлевны, описывающая его путешествие и изучение Индии, находится в Государственном музее городской скульптуры:70-71. Портреты Лебедева и описания его внешности не известны:178.

## Труды

### «A grammar of the pure and mixed East Indian dialects…»

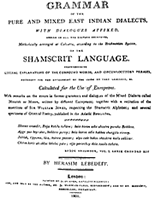
Обложка грамматики индийских диалектов

Опубликованная в Лондоне в 1801 году «Грамматика чистых и смешанных восточноиндийских диалектов…» («A grammar of the pure and mixed East Indian dialects…») на самом деле рассказывает о калькуттском варианте хиндустани, служившем здесь лингва франка, прежде всего, в торговле. Лебедев использовал в основном материал, который сам и собрал, а также пособия Г. Хэдли и Дж. Фергюссона. Построена грамматика по оригинальной схеме: в отличие от предыдущих и последующих, в ней была сделана попытка объединить европейскую и индийскую грамматические традиции — наряду с европейскими грамматическими терминами приводятся санскритские в бенгальском произношении; рассмотрено всё многообразие грамматических форм одного только хиндустани, использовавшегося в Калькутте, а не совокупности их из разных центров Индии:106-108:54-55:357.
В работе Лебедева много непоследовательностей и ошибочных представлений, связанных с его профессиональной неподготовленностью и плохим знанием санскрита, систему которого он пытался использовать при построении грамматики. Так, многообразные языковые явления изложены им без классификации и строгого отбора, что должно было затруднить практическое использование книги; ошибочно выделены рода, запутана система спряжения глаголов. Но много у Лебедева и верного, хотя и не всегда правильно выраженного:40:144, 146, 150.
В предисловии к своей грамматике Герасим Лебедев резко критиковал работы предшественников — Хэдли и Фергюссона по хиндустани и Уильяма Джонса по санскриту, обвиняя их в большом количестве ошибок и неправильной транскрипции, искажающей смысл индийских текстов. Но критика эта возникла по недоразумению, связанному с тем, что хиндустани и санскрит, с которыми был знаком Лебедев, испытывали большое влияние бенгали; критикуемые же авторы, при всём несовершенстве их транскрипций, описывали классические формы этих языков. Это неудачное вступление, в совокупности с недостатками построения грамматики и рядом сомнительных определений, давали исследователям повод сомневаться и в изложенных фактах. Так, С. К. Чаттерджи в своих статьях, описывающих первые грамматики хиндустани, грамматику Лебедева не рассмотрел:144.
Лебедев полагал, что для передачи звуков индийских языков более подходит русский, а не английский алфавит и что индийские звуки очень близки к русским. В своей работе произношение звуков хиндустани он не объясняет. Его система транскрипции (собственная) не отличается последовательностью и имеет некоторые недостатки. В частности, не показаны различия между дорсальными и какуминальными согласными, как правило, не передаются аспирация согласных и назализация гласных, часты случаи различного написания одних и тех же слов, многочисленны опечатки:144-145.
Основная ценность данной грамматики состоит в том, что она, как никакая другая, отображает явление изменения калькуттского хиндустани под воздействием бенгали и родных языков массовых в то время переселенцев в Калькутту со всей Индии: появление огромного количества однозначных форм и упрощение грамматического строя, множество диалектизмов и заимствований. Наибольшее влияния, помимо бенгали, оказывали диалекты восточного хинди, бихари, арабский и персидский:106-108:54-55:357-358:321-322:144.
«A grammar of the pure and mixed East Indian dialects…» дважды (в 1963 и в 1988) переиздавалась в Калькутте.

### «Беспристрастное созерцание систем восточной Индии брамгенов…»
Опубликованное в 1805 году «Беспристрастное созерцание систем восточной Индии брамгенов священных обрядов и народных обычаев» было первой оригинальной изданной книгой об Индии на русском языке. Она состоит из введения, содержащего автобиографические сведения, и трёх частей.
Первая часть в 7 главах рассказывает об индийской мифологии, религии и космогонии: 1) «О сотворении мира сего», 2) «О святой единосущной и нераздельной Троице», 3) «Об ангелах индийцами распознаваемых», 4) «О светилах небесных первоначального Лунного века», 5) «О сотворении всей земной твари», 6) «О начальном счислении времён у индийцев», 7) «О четырёх индийских веках». Лебедев, как и некоторые другие исследователи его времени, рассматривал индуизм и христианство как формы единой религии, например, отождествлял Тримурти с Троицей, Кришну с Сыном Божиим, прочих божеств с ангелами и т. п.; считал Индию страной, сохранившей «истинно христианские» духовные ценности:354. Это отрицательно повлияло на ценность первой части:60.
Вторая часть книги в пяти главах содержит индийскую космографию, астрономию и бенгальский календарь: 1) «О разделении царств природы», 2) «О разделении света сего на планеты и градусы», 3) «О светилах небесных первоначального Солнечного века», 4) «О месяцах и знаках к оным принадлежащих, о шести разных временах годичных», 5) «О ключе и расположении табелей в индийском календаре». Описанная космографическая модель в точности не соответствует ни одной из пуранических моделей, хотя близка к моделям «Вишну-пураны» и «Ваю-пураны» и «Брихат-самхиты» Варахи Михиры:354.
В третьей части Лебедев описывает то, что видел в Индии сам, поэтому она представляет наибольший интерес: 1) «О священных брамгенских обрядах и пяти разных помазаниях младенцев», 2) «О храмах и украшениях к оным принадлежащих», 3) «О главных праздниках индийских и чудесно страдательных торжествах их», 4) «О разности чинов и званий индийского народа» (о кастовом строе Бенгалии), 5) «О народных обычаях индийцев», 6) «О изобилиях восточной Индии» (о географии и экономике Индии, а также доходах Ост-Индской компании), 7) «О торговле индийской» (о торговле Индии с другими странами, причём подчёркиваются многочисленные русские товары, привозимые сюда европейцами и делается вывод о необходимости для России прямой торговли с Индией).
Работа Герасима Лебедева написана с уважением и интересом к индийцам; деятельность же европейцев, особенно англичан, в Индии характеризуется как грабительская и развращающая:61. К сожалению, в книге много ошибок и неточностей, скоропалительных выводов и наивных (даже для того времени) суждений:351; Лебедев сам предвидел их и заранее извинялся:7.
В марте 2009 года в Ярославле «Беспристрастное созерцание систем Восточной Индии брагменов, священных обрядов их и народных обычаев» впервые было переиздано.

### Математические рукописи

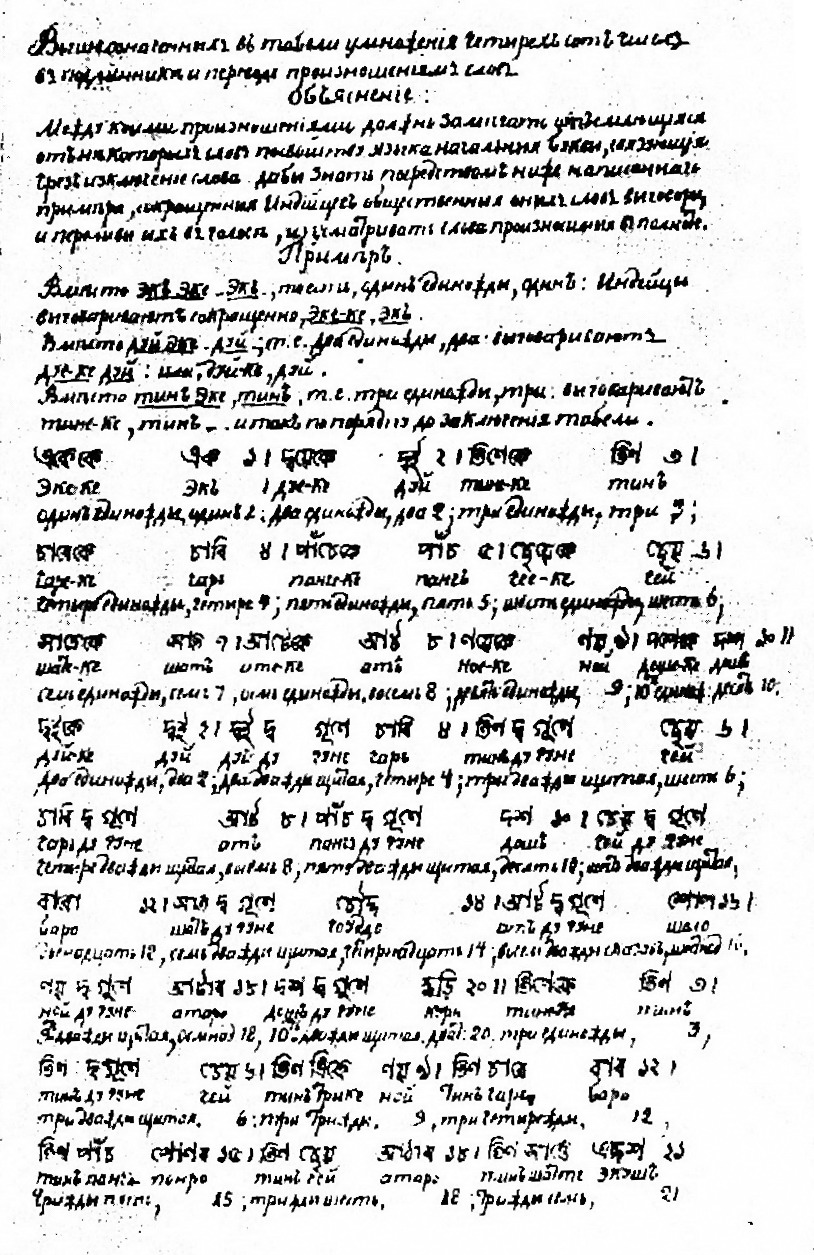
Страница рукописи «Арифметические восточных индийцев таблицы»

Герасим Лебедев к 1815 году полностью подготовил к печати «Арифметические восточных индийцев таблицы…», которые должны были служить для русских кратким пособием по изучению основ индийской арифметики. В книге даются полные таблицы соотношений между употребляемыми в Бенгалии денежными единицами; мерами длины; санскритскими, бенгальскими, калькуттской разговорной формы хиндустани и русскими числительными; таблица умножения на бенгальском. Рукопись Лебедев отправил своему начальнику графу К. В. Нессельроде с просьбой представить работу Александру I, что не привело ни к какому результату:62-65, 70.
В последний год жизни Лебедев работал над сочинением «Систематические восточных индийцев начальные, умозрительные и существенные основания арифметики…», которое должно было показать религиозно-философскую основу индийской арифметики, её «таинственные смыслы». Однако завершить он успел только первый раздел, рассматривающий числовую символику в индийской мифологии и философии. В ней, в том числе, воспроизведены в русском переводе значительные фрагменты одного из важнейших памятников индийской культуры — «Бхагавад-гиты»:68.

### Прочие материалы
Ещё в Индии Герасим Лебедев составил словари и грамматики бенгали и разговорного хиндустани, учебник по арифметике на бенгальском:55-56, написал ряд работ по истории индийской культуры. Ему принадлежит самый ранний образец перевода текста Ветхого Завета (отрывок Екклесиаста) на новые индоарийские языки.
В Калькутте же Герасим Степанович перевёл на русский часть поэмы Бхарата Чандра Рая «Оннода-монгол», рассказывающую о царевиче Видье (Бидде), в образе странника завоёвывающем любовь царевны Сундары (Шундор):522. Русскому послу в Лондоне было отправлено письмо с вопросом о возможности публикации работ Бхарата Чандра Рая в России — это была первая в стране попытка напечатать произведение индийской литературы в переводе с языка оригинала. Приводимый Лебедевым бенгальский оригинал поэмы не совпадает ни с одним из её вариантов:355-356.
Находясь в Лондоне, Герасим Лебедев подготовил к печати одну из самых ранних записей музыкального фольклора Восточной Индии — «Собрание индостанских и бенгальских арий», однако удалось ли их издать не известно, а рукопись была утеряна:258.
В марте 1815 года Герасим Лебедев, по просьбе поэта Г. Р. Державина, работавшего над трактатом «Рассуждение о лирической поэзии…», надеявшегося, изучив образцы её разных времён и народов, открыть законы поэтического творчества, послал ему записки «О стихосложении индийцев», в которых описывал характерные для индийской культуры стихотворные размеры, манеру исполнения, органическую связь поэзии и музыки и т. д., и «Имена отличнейших индийских песнопевцев…». В качестве примера он приложил специально напечатанную брошюру в три страницы на санскрите с транскрипцией и русском «Шлоке Мога Мудгаро. Стихи нравоучительные» — перевод популярного гимна «Моха-мудгара» («Бхаджа-говиндам»), приписываемого философу Шанкаре, первый известный русский перевод непосредственно с санскрита. Для этого перевода характерно сознательное стирание признаков Индии и особенно индуизма с целью подгонки текста под христианство (например, бог Вишну назван просто Творцом), а также более высокий, чем в оригинале, стиль. Державин не успел осуществить свой замысел, но в черновой рукописи трактата ссылки на Лебедева присутствуют неоднократно:356-357.
Герасим Степанович готовил ещё несколько трудов: «Азбука брамгенского священного языка, называемого шамскрито (а не санскритский)» (рукопись не сохранилась); «Краткий словарь на бенгальском гражданском и простонародном языках с преложением на российский» и «Несколько разговоров, употребительных в общежитии, на гражданском бенгальском и народном индийском языках, преложенных на российский и английский языки…» (не были закончены, черновики не обнаружены); бенгальская и санскритская грамматики (остались в черновиках и не сохранились); комедия «Притворство» на бенгальском и русском, которая должна была служить для практического упражнения в бенгальском языке:65-68. Бенгальский перевод комедии «Притворство» дважды издавался в Индии: в 1963 (сокращённо) и в 1972 годах:358-359.
Из путешествия Лебедев привёз коллекцию индийских рукописей, ставшую первой в России; это были санскритский словарь синонимов «Амара-коша» («Словарь Амары»), составленный Амара Синхой в I тысячелетии нашей эры; санскритский дидактический сборник сказок «Хитопадеша» («Полезное поучение») — рукопись Лебедева использовалась в дальнейшем при первом критическом издании этого литературного памятника; стихотворная повесть на языке хинди «Матху Малати Джайта прасангакатха» («Повествование о Мадху, Малати и Джайта»); 4 календаря:57. Эта коллекция попала в Азиатский музей и была описана в 1835 году санскритологом П. Я. Петровым:323.

## Значение
Несмотря на то, что Герасима Лебедева небезосновательно называют первым русским индианистом и основоположником российской индологии, его работы, посвящённые индийским языкам и культуре, носят характер практических пособий, описательны и почти не содержат элементов исследования:318.
Но в отличие от многих западных учёных Герасим Лебедев подходил к изучению Индии не с евроцентристских позиций и смог оценить значение индийской культуры для культуры общечеловеческой, увидеть её целостность и многообразие, важность её произведений вне зависимости от их возраста:351-352:523. В своих письмах влиятельным особам он старался представить изучение Индии необходимым для «укрепления между народами дружелюбия… и восстановления всеобщего и всемирного блага» и весьма важным для России как в духовном, так и в экономическом отношении. Свои материалы считал достойными опубликования, а себя — вознаграждения:1-2:2-3:175-176.
Стремления Лебедева в России опередили своё время:197: ввиду отсутствия соответствующих учебных заведений ему некому было передать полученные знания, поэтому построенная им типография после его смерти бездействовала (следы её не сохранились), а его неизданные при жизни труды так и не увидели свет, часть из них утеряна…:72. Есть немало общего между Герасимом Лебедевым и Афанасием Никитиным: это были «„гости“-неудачники, бедолаги, впутавшиеся в безнадёжное дело»; схожи схемы их путешествия: познавательное пребывание в Индии; возвращение домой с багажом знаний, но без материальных приобретений; малая востребованность на Родине:45.
Жизнь и работы Лебедева сохраняют значение в политическом плане, особенно на фоне критики ориентализма, как признак симпатий русских к индийской культуре и стремление беспристрастно изучать её, что важно для укрепления российско-индийских отношений; а также для истории — как свидетельства очевидца о некоторых сторонах жизни Индии конца XVIII века:352-353:40.

## Память
На протяжении 150 лет имя Герасима Степановича Лебедева неоднократно появлялось в печати. О нём упоминает в 1806 году языковед И. Х. Аделунг, приводя некоторые биографические сведения, в основном со слов И. Ф. Крузенштерна. В 1815 году некоторые данные о Лебедеве приводит историк Ф. Аделунг. В 1832 году появилась анонимная статья (возможно, её автором был палеограф А. Ф. Малиновский), описывающая его путешествие в Индию. В ноябре 1880 года в «Историческом вестнике» впервые была напечатана обстоятельная статья о Г. С. Лебедеве — издателя Ф. И. Булгакова на основе черновых тетрадей Лебедева, хранившихся в архиве собирателя рукописей П. П. Вяземского. Но биография Герасима Лебедева оставалась слабо освещённой, рукописные материалы не изученными, да и печатные труды практически не привлекали к себе внимание индологов:36:241.
Оживление возникло в середине XX века. В 1955 году Н. С. Хрущёв упомянул Лебедева при посещении Калькутты:156. В 1950-х — 1960-х годах появились научные труды В. С. Воробьёва-Десятовского (1956), Л. С. Гамаюнова (1956), Г. А. Зографа (1960, 1963), М. Г. Альтшулера (1963); публикации некоторых документов; публицистические статьи и художественные произведения о Герасиме Лебедеве и его творчестве.
О Герасиме Лебедеве написано два исторических романа: «Индийский мечтатель» Е. Л. Штейнберга 1956 года и «Герасим Лебедев» В. А. Смирновой-Ракитиной 1959 года (переиздан в 1969 и 1980). Герасиму Лебедеву посвящена первая пьеса писателя и телеведущего Э. С. Радзинского — «Мечта моя… Индия», которую он написал в возрасте 19 лет белыми стихами. Пьеса шла в 1958 году в Московском Театре юного зрителя: по словам автора, она закончилась провалом, выдержав 14 постановок. Дипломная работа Эдварда Радзинского также была посвящена Лебедеву: впоследствии её опубликовали в журнале «ЮНЕСКО-информейшн» на многих языках. Режиссёр Р. Р. Нахапетов в 1984 году планировал снять фильм «Мечтатель с жемчужного берега» о Г. С. Лебедеве, но съёмки фильма не были завершены.
Хотя бенгальский театр появился вновь только в 1850-х годах, память о Лебедеве в Индии сохранилась:523. В Калькутте его именем названа улица. В 1965 году под руководством Тарун Рая «Театральный центр» города Калькутты поставил спектакль, который рассказывает о жизни и деятельности в Индии Г. С. Лебедева. Дважды в Калькутте переиздавалась «A grammar of the pure and mixed East Indian dialects…» и бенгальский перевод комедии «Притворство»:358-359. 27 марта 2009 года в Российском центре науки и культуры в Калькутте состоялся семинар «Герасим Лебедев — основатель современного бенгальского театра», организованный генконсульством России и членами театральной группы «Малый народный театр»; был показан документальный фильм бенгальского режиссёра У. Датты «В поисках театра» о жизни Лебедева в Калькутте.
В 2005—2007 годах в Институте лингвистических исследований РАН действовал проект «Научное наследие первого русского индолога Г. С. Лебедева (1749—1817): комплексное исследование, подготовка текстов к изданию». Произведён архивный поиск и оцифровка сохранившихся рукописей, текстологический анализ, комментирование трудов Лебедева, начат перевод «A grammar of the pure and mixed East Indian dialects…» на русский язык:353.
В Ярославле память о Герасиме Лебедеве поддерживают Музей истории города и Ярославское рериховское общество. В октябре 1999 года состоялась общероссийская научная конференция «Герасим Лебедев и его время», посвящённая его 250-летию. В январе 2008 года был открыт постоянный экспозиционный комплекс, посвящённый Г. С. Лебедеву, а также культурным и научным связям Ярославля и Индии — это было уже шестое мероприятие в честь уроженца города. В 2009 году тиражом 1000 экземпляров впервые переиздано «Беспристрастное созерцание». 26 февраля 2010 года имя Герасима Степановича Лебедева присвоено библиотеке-филиалу № 11 Централизованной библиотечной системы Ярославля; в библиотеке оформлена посвящённая его жизни и трудам выставка. В 2011 году местной художницей написан недокументальный портрет Лебедева, подаренный послу Индии в России.

## Сохранившиеся научные материалы
Известное на 2009 год научное наследие Г. С. Лебедева включает в себя следующие работы:351
- A grammar of the pure and mixed East Indian dialects… — London, 1801.
  - A grammar of the pure and mixed East Indian dialects… — Calcutta: K. L. Mukhopadhyay, 1963. — 118 p. — 300 экз.
  - A grammar of the pure and mixed East Indian dialects… — Calcutta: Firma KLM, 1988. — 116 p. — ISBN 9780836423730.
- Беспристрастное созерцание систем Восточной Индии брагменов, священных обрядов их и народных обычаев, Всесвятейшему монарху посвящённое; собрано на Российском языке и издано жившим в Калкутте Герасимом Лебедевым. — СПб.: Типография автора, 1805. Вступление. Часть 1. Часть 2. Часть 3.
  - Беспристрастное созерцание систем Восточной Индии брагменов, священных обрядов их и народных обычаев. — Ярославль: Академия развития, 2009. — 128 с. — 1000 экз. — ISBN 978-5-7797-1297-2.
- Перевод с бенгальского поэмы Бхарот Чондра Роя «Красота познания» («Видья Сундара»). — Рук., РГИА, ф. 1673 (А. С. Шишков), оп. 1, № 12;
- «Притворство» (перевод на бенгальский язык комедии У. Джодрелла «The Disguise»). — Рук., ОР РНБ, ф. 7 (Ф. П. Аделунг), № 79; РГАЛИ, ф. 195 (архив Вяземских), оп. 1, ед. хр. 6075, 6076.
- «Шлоке Мога Мудгаро. Стихи нравоучительные». — Печ., ОР РНБ, ф. 247 (Г. Р. Державин), т. 5.
- Материалы по индийскому стихосложению. — Рук., ОР ИРЛИ, ф. 96 (Г. Р. Державин), оп. 1, № 37; ОР РНБ, ф. 247 (Г. Р. Державин), т. 5.
- Материалы по грамматике «калькуттского хиндустани»; материалы по бенгальско-русскому и хиндустани-русскому разговорнику; переводы отрывков различных текстов на бенгали и хиндустани. — РГАЛИ, ф. 195 (Вяземские), оп. 1, ед. хр. 6081.
- Систематические восточных индийцев начальные, умозрительные и существенные основания Арифметики, называемой Нам мата, сокращённо Намта или Гунона на Шомскрито, Бенгальском и российском языках…. — Архив востоковедов СПб. ФИВ РАН, ф. 90, № 2—1226/2; РГАЛИ, ф. 195, оп. 1, ед. хр. 6081.
- Арифметические восточных индийцев таблицы, заключающие в себе сообразное основание философской и богословской брамгенских систем… — Рук., Архив востоковедов СПб. ФИВ РАН, ф. 90, № 1—1226/1.

## Комментарии
1. ↑  Согласно его современнику И. Х. Аделунгу Лебедев происходил с Украины и был крепостным графа А. К. Разумовского, однако многие сведения Аделунга о Лебедеве ошибочны. Из современных исследователей данной версии придерживался музыковед И. М. Ямпольский.
2. ↑  Сам Лебедев в автобиографическом очерке в книге «Беспристрастное созерцание…» ошибочно указал 1775 год — эта дата до сих пор повторяется в его биографиях.
3. ↑  И. Х. и Ф. Аделунги ошибочно указывали, что Лебедев прибыл в Индию, находясь на службе у некого богатого англичанина.
4. ↑  Ф. Аделунг, со слов И. Ф. Крузенштерна, указал, что Лебедев познакомился с тамильским и «мальбарским» языками. Сам Лебедев говорил только об изучении «мальбарского». С. К. Булич полагал, что тут имеется в виду язык малаялам, распространённый на малабарском побережье. В. С. Воробьёв-Десятовский и Л. С. Гамаюнов в этом усомнились, заметив, что в Мадрасе на малаяламе почти никто не говорил, зато говорили на телугу и тамили, причём последний европейцы в то время также называли «малабарским».
5. ↑  Jodrell R. P. The disguise // Select dramatic pieces. — London: W. Lowndes, 1787. — 489 p.
6. ↑  Оригинал и перевод пьесы «Любовь — лучший врач» не сохранились и не ясно, что это было за произведение, возможно, — «Любовь-целительница» Мольера.
7. ↑  Последний расплатился только 1 июня 1797 года.
8. ↑  Известно, что в октябре 1810 года он ездил в отпуск на 28 дней в Новоладожский уезд Петербургской губернии.
9. ↑  Неверны сообщения о 20 тысячах рублей.
10. ↑  До 1804 года дом имел по IV кварталу Рождественской части номер 398, а после — 439; после 1822 года он получил номер 477, Богадельная улица уже стала тогда переулком; когда в 1836 году совершился переход на поуличную номерацию, это стал дом № 5 по Орловской улице, как и поныне называют бывший Богадельный переулок.
11. ↑  Типография Ч. Уилкинса в Лондоне выпустила первую книгу только в 1808 году.
12. ↑  Ранее часто ошибочно указывался более поздний год.
13. ↑  Lebedeff G. A grammar of the pure and mixed East Indian dialects… — London, 1801. Архивировано 11 октября 2013 года.
14. ↑  Неправы Дж. Грирсон, рассматривавший её как весьма несовершенную грамматику диалекта кхари-боли западного хинди, лежащего в основе литературного хинди и урду; и В. В. Бартольд, писавший, что Лебедев издал «грамматику индийских наречий, в том числе и санскрита».
15. ↑  Hadley G. Grammatical Remarks on the practical and vulgar Dialect of Indostan Language… — London, 1772.
Fergusson J. A Dictionary of the Hindostan Language, I — English and Hindostan. II — Hindostan and English. To which is prefixed a Grammar of the Hindostan Language. — London, 1773.
16. ↑  Chatterji S. K. Calcutta Hindustani: a study of a jargon dialect // Indian linguistics. — Lahore, 1931. — Т. 1. и др.
17. ↑  Lebedev G. S. A grammar of the pure and mixed East Indian dialects… — Calcutta: K. L. Mukhopadhyay, 1963. — 118 p. — 300 экз. 
Lebedev G. S. A grammar of the pure and mixed East Indian dialects… — Calcutta: Firma KLM, 1988. — 116 p. — ISBN 9780836423730.
18. ↑  Лебедев Г. С. Беспристрастное созерцание систем Восточной Индии брамгенов, священных обрядов их и народных обычаев, Всесвятейшему монарху посвящённое; собрано на Российском языке и издано жившим в Калкутте Герасимом Лебедевым. — СПб.: Типография автора, 1805.
19. ↑  Написанное в XV веке «Хожение за три моря» Афанасия Никитина было опубликовано только в 1821 году.
20. ↑  Лебедев Г. С. Беспристрастное созерцание систем Восточной Индии брагменов, священных обрядов их и народных обычаев. — Ярославль: Академия развития, 2009. — 128 с. — 1000 экз. — ISBN 978-5-7797-1297-2.
21. ↑  Державин в своих материалах ошибочно называет «Стихи нравоучительные» произведением Бхарата Чандра Рая, не заметил ошибки и впервые описавший брошюру М. Г. Альтшулер.
22. ↑  Jodrell R. P., Lebedev G. S., Gosvami M., Jodarela E. Kalpanika sambadala : Em. Jodarela biracita «Di disgaija» natakera Ji. Es. Lebedepha krta banganubada. — Kalikata: Yadabapura Bisvabidyalaya, 1963.
23. ↑  Так, русские пособия по бенгали появились только более ста лет спустя: 
Лугани Г. Учебник языка бенгали. Курс 1. Ч. 1. — М.: Московский институт востоковедения, 1933. — 68 с. (стеклогр. изд.). 
 Датт Д. А., Зимин А. С. Бенгальский язык. Начальный курс / С предисл. А. П. Баранникова. — Л.: Изд. ЛГУ, 1936. — 353 с. (стеклогр. изд.)
24. ↑  Хотя уже в 1810 году С. С. Уваров написал «прожект» об учреждении в Санкт-Петербурге «Азиатской Академии» («Project d’une Academie Asiatique»), в которой среди прочего должны были бы преподавать и санскрит, к практическому воплощению этой идеи он смог приступить лишь через двадцать лет
25. ↑  До какого времени она просуществовала — не известно; дом, в котором она размещалась, принадлежал вдове Лебедева до 1837 года.
26. ↑  Adelung J. Ch. Mithridates oder allgemeine Sprachenkunde mit dem «Vater Unser» als Sprachprobe in beinahe fünfhundert Sprachen und Mundarten. — Teil I. — Berlin, 1806.
27. ↑  Adelung Fr. Catherinens der Grossen Verdienste und die vergleichende Sprachkunde. — St. Petersburg, 1815.
28. ↑  Н. М. Путешествие Герасима Лебедева в Индию. — Воспоминания. — Кн. 7 (июль). — СПб., 1832.
29. ↑  Булгаков Ф. И. Герасим Степанович Лебедев. Русский путешественник-музыкант в Индии в конце XVIII века // Исторический вестник. — СПб., 1880. — Т. 3, № 11. — С. 515—524. Архивировано 3 ноября 2013 года.
30. ↑  Воробьёв-Десятовский В. С. Русский индианист Г. С. Лебедев (1749—1817) // Очерки по истории русского востоковедения. — М., 1956. — Т. 2. — С. 36—73.
31. ↑  Гамаюнов Л. С. Из истории изучения Индии в России (К вопросу о деятельности Г. С. Лебедева) // Очерки по истории русского востоковедения. — М., 1956. — Т. 2. — С. 74—117.
32. ↑  Зограф Г. А. Становление новоиндийской филологии в Ленинграде // Учёные записки Института востоковедения. — 1960. — Т. 25. — С. 162—176.
33. ↑  Зограф Г. А. Калькуттский хиндустани конца XVIII в. в освещении Г. С. Лебедева // КСИНА. — 1963. — Вып. 61. — С. 142—153.
34. ↑  Альтшулер М. Г. Лебедев и Державин // Народы Азии и Африки. — 1963. — № 5. — С. 126—129.
35. ↑  Антонова К. А. К истории русско-индийских культурных связей. Из тетрадей Г. С. Лебедева (1795—1797 гг.) // Исторический архив. — 1956. — № 1. — С. 156—195.
36. ↑  Документы о жизни и творчестве Герасима Степановича Лебедева (1796—1817) // Русско-индийские отношения в XVIII в. — М., 1965.
37. ↑  Штейнберг Е. Л. Индийский мечтатель. — М.: Детская литература, 1956. — 271 с.
38. ↑  Смирнова-Ракитина В. А. Герасим Лебедев. — М.: Советский писатель, 1959. — 382 с. — 30 000 экз. 
Смирнова-Ракитина В. А. Герасим Лебедев. — М.: Советский писатель, 1969. — 398 с. 
Смирнова-Ракитина В. А. Герасим Лебедев. — М.: Советский писатель, 1980. — 357 с.
39. ↑  В 1852 году были написаны первые оригинальные бенгальские драмы: комедия «Бхадрарджуна» Тарачорона Шикодара и трагедия «Киртивилас» Йогендрочондро Гупты. Вскоре появились многие другие произведения.
40. ↑  Проект «Научное наследие первого русского индолога Г. С. Лебедева (1749—1817): комплексное исследование, подготовка текстов к изданию». Официальный сайт Института лингвистических исследований РАН. Дата обращения: 20 января 2009. Архивировано 18 марта 2009 года.
41. ↑  Энциклопедический формат. Вкладка с 26 цветными изображениями, иллюстрирующими фон жизни Лебедева. Форзацы украшены текстом на бенгальском языке из книги о Лебедеве Ч. Р. Гхоша.

### На русском языке о Лебедеве
- Документы о жизни и творчестве Герасима Степановича Лебедева (1796—1817) // Русско-индийские отношения в XVIII в. — М., 1965.
- Антонова К. А. К истории русско-индийских культурных связей. Из тетрадей Г. С. Лебедева (1795—1797 гг.) // Исторический архив. — 1956. — № 1. — С. 156—195.
- Булгаков Ф. И. Герасим Степанович Лебедев. Русский путешественник-музыкант в Индии в конце XVIII века // Исторический вестник. — СПб., 1880. — Т. 3, № 11. — С. 515—524.
- Воробьёв-Десятовский В. С. Русский индианист Г. С. Лебедев (1749—1817) // Очерки по истории русского востоковедения. — М., 1956. — Т. 2. — С. 36—73.
- Воробьёва-Десятовская М. И. Становление индологии в России // История отечественного востоковедения до середины XIX века. — М.: Наука, 1990. — С. 318—421.
- Гамаюнов Л. С. Из истории изучения Индии в России (К вопросу о деятельности Г. С. Лебедева) // Очерки по истории русского востоковедения. — М., 1956. — Т. 2. — С. 74—117.
- Хаят Мамуд. Герасим Степанович Лебедев (пер. с бенгальского). — Ярославль, 2012. — С. 448.

### На русском языке о материалах Лебедева
- Альтшулер М. Г. Лебедев и Державин // Народы Азии и Африки. — 1963. — № 5. — С. 126—129.
- Васильков Я. В. Частичный пересказ «Бхагавадгиты» в «математической» рукописи Герасима Лебедева // Индоевропейское языкознание и классическая филология — X (чтения памяти И. М. Тронского). Материалы международной конференции, проходившей 19—21 июня 2006 г. / Отв. редактор Н. Н. Казанский. — СПб.: Наука, 2006. — С. 30—37.
- Васильков Я. В., Гуров Н. В. Первый русский перевод с санскрита: «Мохамудгара» Шанкары в переводе Г. С. Лебедева // Индоевропейское языкознание и классическая филология — XI (чтения памяти И. М. Тронского). Материалы международной конференции, проходившей 18—20 июня 2007 г. / Отв. редактор Н. Н. Казанский. — СПб.: Нестор-История, 2007. — С. 31—46.
- Гуров Н. В. Герасим Лебедев — переводчик текстов Ветхого Завета на языки Индии (1790—1795) // Индоевропейское языкознание и классическая филология — X (чтения памяти И. М. Тронского). Материалы международной конференции, проходившей 19—21 июня 2006 г. / Отв. редактор Н. Н. Казанский. — СПб.: Наука, 2006. — С. 68—74.
- Гуров Н. В., Бросалина Е. К., Васильков Я. В. У истоков российской индологии: научное наследие Г. С. Лебедева (1749—1817) // Индоиранское языкознание и типология языковых ситуаций. Сборник статей к 75-летию проф. А. Л. Грюнберга (1930—1995) / Отв. редактор М. Н. Боголюбов. — СПб.: Наука, 2006. — С. 50—59.
- Гусева Н. Р. Г. С. Лебедев и его «Беспристрастное созерцание» (Из истории русской индологии) // Советская этнография. — 1956. — № 1. — С. 114—116.
- Зограф Г. А. Становление новоиндийской филологии в Ленинграде // Учёные записки Института востоковедения. — 1960. — Т. 25. — С. 162—176.
- Зограф Г. А. Калькуттский хиндустани конца XVIII в. в освещении Г. С. Лебедева // КСИНА. — 1963. — Вып. 61. — С. 142—153.
- Крючкова Е. Р. Неизданная грамматика бенгальского языка Г. С. Лебедева // Индоевропейское языкознание и классическая филология — XI (чтения памяти И. М. Тронского). Материалы международной конференции, проходившей 18—20 июня 2007 г. / Отв. редактор Н. Н. Казанский. — СПб.: Нестор-История, 2007. — С. 189—197.

### На английском языке
- Alaev L. B., Vapha A. K. Indology (History, Economy and Culture). — M., 1968.
- Gamayunov L. S. Gerasim Lebedev: the founder of Russian Indology // Central Asian Review. — 1963. — № 11.
- Grierson G. A. The early English theatre and Bengaly drama (A supplement) // Calcutta Review. — 1923 (October).
- Das Gupta R. K. G. S. Lebedeff: the founder of the Bengali theatre // Indian Literature. — 1963.
- Bongard-Levin G. M., Vigasin A. A. The Image of India. — M., 1984.
- Mamud H. Gerasim Stepanovich Lebedev. — Dhaka: Bengali Academy, 1985. — 464 p.
- Mookerjee M. M. Early history of the Bengaly stage // Calcutta Review. — 1923 (December).
- Nair P. T. Lebedeff’s life in Calcutta in his Grammar (1801), reprinted in the 3d enlarged edition. — Calcutta, 1988.
- Sen D. Seria Calcutta: The man who produced the first Bengaly play (Gerasim Lebedeff) // Calcutta Municipal Gazette. — 1978 (September, 10).
- Shastitko P. M. Russia and India. — Calcutta, 1991.

### На бенгальском языке
- Гхош Ч. Р. Герасим Лебедев. — Калькота: Б. г.. — 120 с.